# Ryan Getzlaf
Ryan Getzlaf (né le 10 mai 1985 à Regina, dans la province de la Saskatchewan au Canada) est un joueur professionnel canadien de hockey sur glace. Il est le capitaine des Ducks d'Anaheim.

## Carrière
Il commence sa carrière en jouant dans l'équipe de sa ville et en 2001, il fait ses débuts dans la Ligue de hockey de l'Ouest en jouant pour les Hitmen de Calgary et avec lesquels il participe au Défi ADT Canada-Russie en 2003 et 2004. Après deux saisons dans la ligue junior, lors du repêchage d'entrée dans la Ligue nationale de hockey et est choisi par les Mighty Ducks d'Anaheim (aujourd'hui Ducks d'Anaheim) au premier tour, en tant que 19e choix. Il ne rejoint pas de suite la LNH et reste encore deux saisons dans la LHOu. En 2005, il participe à des matchs des séries éliminatoires de la Ligue américaine de hockey en jouant avec les Mighty Ducks de Cincinnati, associés à la franchise des Ducks.

### Début dans la LNH
Au début de la saison 2005-2006, il joue avec les Pirates de Portland mais fait également ses débuts dans la LNH avec les Ducks. Au cours de la saison suivante, il gagne sa place dans l'effectif des Ducks et en janvier, il est même sélectionné pour le 55e Match des étoiles de la LNH dans l'équipe des jeunes étoiles. Malgré la défaite de son équipe 8 buts à 9, il inscrit deux buts dans la dernière période du match.
Il remporte la Coupe Stanley avec l'équipe 2006-2007 des Ducks d'Anaheim contre les Sénateurs d'Ottawa en cinq matchs.
Avant la saison 2007-2008, Getzlaf signe une prolongation de cinq ans de 26,625 millions de dollars.
Au début de l'année 2009, il est apparu dans la LNH en tant que groupe de départ après avoir été voté par ses fans[Quoi ?]. En 2009, Getzlaf dispute son premier match des étoiles et termine meilleur buteur de son équipe : il mène les Ducks avec un record de franchise de 66 assistances et finit la saison avec 91 points à la sixième place de la LNH. Cependant, les Ducks sont éliminés au deuxième tour des séries éliminatoires de 2009. Getzlaf bat le record des séries éliminatoires de la franchise avec 14 passes en 13 matchs[réf. nécessaire] et termine sixième au classement général des points d’après-saison.

### Capitanat
La saison suivante, Getzlaf joue seulement 66 matchs en raison d'une blessure à la cheville mais finit meilleur passeur deuxième du classement des pointeurs de l'équipe avec 69 points et 50 passes. À la fin de la saison, il est nommé capitaine après la retraite du défenseur Scott Niedermayer. L'entraîneur-chef des Ducks, Randy Carlyle, a décrit la promotion de Getzlaf en raison de sa maturité en tant que joueur de la LNH. En 2010-2011, Getzlaf subit plusieurs fractures des sinus nasaux en raison d'une rondelle arrivée en plein visage[réf. nécessaire]. En conséquence, il n'apparaît que dans 67 matchs au cours desquels il inscrit 19 buts. À la fin de la saison, Ryan est classé quatrième dans la LNH avec 57 passes. Il marque également son 50e point en séries éliminatoires.
Le 12 mars 2012, Getzlaf joue le 500e match de sa carrière dans la LNH, qui se termine par une défaite face à l'Avalanche du Colorado. Lors de cette saison, il participe au calendrier complet de son équipe et mène les Ducks avec 46 passes.

### Deuxième prolongation de contrat
Le 8 mars 2013, grâce à une aide sur un but de Bobby Ryan, il franchit une autre étape en marquant son 500e point dans la LNH au cours d'une victoire 4-0 contre les Flames de Calgary. Le même jour, il signe une prolongation de contrat de huit ans avec les Ducks qui s'étend jusqu'à la saison 2021-2022 et vaut 66 millions de dollars.
Lors cette campagne 2012-2013 raccourcie en raison du lock-out, il finit en tête de l'équipe avec 34 passes, 49 points et à égalité du buts avec Corey Perry.
En 2014, il marque 31 buts, un sommet en carrière et termine deuxième pointeur de la LNH derrière Sidney Crosby. Getzlaf joue le match d’ouverture d’Anaheim lors des éliminatoires de 2014 contre les Stars de Dallas où il subit des lacérations et des ecchymoses après avoir bloqué un tir avec son visage[réf. nécessaire]. Cependant, il participe au deuxième match de la série, mais rate les deux matchs suivants en raison d'une blessure au haut du corps. Il revient pour la suite des séries et a enregistré 15 points en 12 matchs d'après-saison. Les Ducks sont finalement éliminés par les Kings de Los Angeles au deuxième tour. Getzlaf est nommé pour les trophées Hart, Mark-Messier et Ted-Lindsay qui sont remportés respectivement par Crosby, Dustin Brown et encore Crosby.
Lors des séries 2015, Getzlaf dépasse son propre record du plus grand nombre d'assistances en séries dans l'histoire des Ducks avec 18 passes.
En 2017, Getzlaf est finaliste pour le trophée Mark-Messier avec le défenseur des Flames de Calgary, Mark Giordano, trophée remporté par l'attaquant des Blue Jackets de Columbus, Nicholas Foligno. Lors du quatrième match des séries contre les Oilers d'Edmonton, Getzlaf égale le record de franchise de 35 buts en séries éliminatoires de son ancien coéquipier Teemu Selänne. Par ailleurs, Getzlaf doit payer une amende de 10 000 dollars pour avoir proféré une insulte homophobe contre un adversaire au cours du 4e match de la finale d'association contre les Predators de Nashville. Il déclare ensuite : « C’est ma responsabilité de comprendre que nous avons constamment des yeux et des oreilles sur nous. Heureusement, personne ne l'a entendu. Si vous pouvez lire sur les lèvres, c’est un peu plus difficile, et je m'en excuse ».
En 2017-2018, Getzlaf est opéré après avoir été atteint par la rondelle lors d'un match contre les Hurricanes de la Caroline et il rate 19 matchs. En séries, les Ducks sont éliminés au premier tour par les Sharks de San José.
Le 17 novembre 2021, il atteint les 1000 points grâce à une passe décisive à Cam Fowler lors d'un match contre les Capitals de Washington.
Le 5 avril 2022, il annonce qu'il prend sa retraite à la fin de la saison 2021-2022 et que son dernier match allait être lors du dernier match à domicile de la saison des Ducks le 24 avril 2022 contre les Blues de Saint-Louis.

## Parenté dans le sport
Son frère Chris Getzlaf est un joueur professionnel de football américain.

## Statistiques

### En club
| Saison     | Équipe                     | Ligue      |       | Saison régulière | Saison régulière | Saison régulière | Saison régulière | Saison régulière |    | Séries éliminatoires | Séries éliminatoires | Séries éliminatoires | Séries éliminatoires | Séries éliminatoires |
| Saison     | Équipe                     | Ligue      | PJ    | B                | A                | Pts              | Pun              | PJ               | B  | A                    | Pts                  | Pun                  |                      |                      |
| 2001-2002  | Hitmen de Calgary          | LHOu       | 63    | 9                | 9                | 18               | 34               | 7                | 2  | 1                    | 3                    | 4                    |                      |                      |
| 2002-2003  | Hitmen de Calgary          | LHOu       | 70    | 29               | 39               | 68               | 121              | 5                | 1  | 1                    | 2                    | 6                    |                      |                      |
| 2003-2004  | Hitmen de Calgary          | LHOu       | 49    | 28               | 47               | 75               | 97               | 7                | 5  | 1                    | 6                    | 12                   |                      |                      |
| 2004-2005  | Hitmen de Calgary          | LHOu       | 51    | 29               | 25               | 54               | 102              | 12               | 4  | 13                   | 17                   | 18                   |                      |                      |
| 2004-2005  | Mighty Ducks de Cincinnati | LAH        | -     | -                | -                | -                | -                | 10               | 1  | 4                    | 5                    | 4                    |                      |                      |
| 2005-2006  | Mighty Ducks d'Anaheim     | LNH        | 57    | 14               | 25               | 39               | 22               | 16               | 3  | 4                    | 7                    | 13                   |                      |                      |
| 2005-2006  | Pirates de Portland        | LAH        | 17    | 8                | 25               | 33               | 36               | 1                | 0  | 0                    | 0                    | 4                    |                      |                      |
| 2006-2007  | Ducks d'Anaheim            | LNH        | 82    | 25               | 33               | 58               | 66               | 21               | 7  | 10                   | 17                   | 32                   |                      |                      |
| 2007-2008  | Ducks d'Anaheim            | LNH        | 77    | 24               | 58               | 82               | 94               | 6                | 2  | 3                    | 5                    | 6                    |                      |                      |
| 2008-2009  | Ducks d'Anaheim            | LNH        | 81    | 25               | 66               | 91               | 121              | 13               | 4  | 14                   | 18                   | 25                   |                      |                      |
| 2009-2010  | Ducks d'Anaheim            | LNH        | 66    | 19               | 50               | 69               | 79               | -                | -  | -                    | -                    | -                    |                      |                      |
| 2010-2011  | Ducks d'Anaheim            | LNH        | 67    | 19               | 57               | 76               | 35               | 6                | 2  | 4                    | 6                    | 9                    |                      |                      |
| 2011-2012  | Ducks d'Anaheim            | LNH        | 82    | 11               | 46               | 57               | 75               | -                | -  | -                    | -                    | -                    |                      |                      |
| 2012-2013  | Ducks d'Anaheim            | LNH        | 44    | 15               | 34               | 49               | 41               | 7                | 3  | 3                    | 6                    | 6                    |                      |                      |
| 2013-2014  | Ducks d'Anaheim            | LNH        | 77    | 31               | 56               | 87               | 31               | 12               | 4  | 11                   | 15                   | 10                   |                      |                      |
| 2014-2015  | Ducks d'Anaheim            | LNH        | 77    | 25               | 45               | 70               | 62               | 16               | 2  | 18                   | 20                   | 6                    |                      |                      |
| 2015-2016  | Ducks d'Anaheim            | LNH        | 77    | 13               | 50               | 63               | 55               | 7                | 2  | 3                    | 5                    | 4                    |                      |                      |
| 2016-2017  | Ducks d'Anaheim            | LNH        | 74    | 15               | 58               | 73               | 49               | 17               | 8  | 11                   | 19                   | 8                    |                      |                      |
| 2017-2018  | Ducks d'Anaheim            | LNH        | 56    | 11               | 50               | 61               | 42               | 4                | 0  | 2                    | 2                    | 18                   |                      |                      |
| 2018-2019  | Ducks d'Anaheim            | LNH        | 67    | 14               | 34               | 48               | 58               | -                | -  | -                    | -                    | -                    |                      |                      |
| 2019-2020  | Ducks d'Anaheim            | LNH        | 69    | 13               | 29               | 42               | 58               | -                | -  | -                    | -                    | -                    |                      |                      |
| 2020-2021  | Ducks d'Anaheim            | LNH        | 48    | 5                | 12               | 17               | 43               | -                | -  | -                    | -                    | -                    |                      |                      |
| 2021-2022  | Ducks d'Anaheim            | LNH        | 56    | 3                | 34               | 37               | 29               | -                | -  | -                    | -                    | -                    |                      |                      |
| Totaux LNH | Totaux LNH                 | Totaux LNH | 1 157 | 282              | 737              | 1 019            | 960              | 125              | 37 | 83                   | 120                  | 137                  |                      |                      |

### En équipe nationale
| Année | Évènement                                  |   | PJ | B  | A  | Pts | Pun | +/-               |  | Résultat |
| 2003  | Championnat du monde monde moins de 18 ans | 7 | 2  | 2  | 4  | 10  | +6  | Médaille d'or     |  |          |
| 2005  | Championnat du monde junior                | 6 | 3  | 3  | 6  | 4   | +3  | Médaille d'argent |  |          |
| 2005  | Championnat du monde junior                | 6 | 3  | 9  | 12 | 8   | +14 | Médaille d'or     |  |          |
| 2008  | Championnat du monde                       | 9 | 3  | 11 | 14 | 10  | +10 | Médaille d'argent |  |          |
| 2010  | Jeux olympiques                            | 7 | 3  | 4  | 7  | 2   | +2  | Médaille d'or     |  |          |
| 2012  | Championnat du monde                       | 8 | 2  | 7  | 9  | 27  | +6  | 5e place          |  |          |
| 2014  | Jeux olympiques                            | 6 | 1  | 2  | 3  | 4   | +3  | Médaille d'or     |  |          |
| 2016  | Coupe du monde                             | 5 | 0  | 3  | 3  | 4   | 0   | Vainqueur         |  |          |

## Trophées et honneurs personnels

### Ligue de hockey de l'Ouest
- 2002-2003 : trophée du meilleur prospect de la ligue
- 2003-2004 : sélectionné dans l'équipe type de l'est
- 2004-2005 : sélectionné dans la seconde équipe type de l'est

### Ligue nationale de hockey
- 2006-2007 : 
  - participe au Match des Jeunes Étoiles
  - vainqueur de la coupe Stanley avec les Ducks d'Anaheim
- 2007-2008 : participe au 56e Match des étoiles de la LNH (1)
- 2008-2009 : participe au 57e Match des étoiles de la LNH (2)
- 2013-2014 : sélectionné dans la deuxième équipe d'étoiles
- 2014-2015 : participe au 60e Match des étoiles de la LNH (3)